# Sumatranus albomaculata
Sumatranus albomaculata är en ormart som beskrevs av Duméril, Bibron och Duméril 1854. Sumatranus albomaculata är ensam i släktet Sumatranus som ingår i familjen Homalopsidae. IUCN kategoriserar arten globalt som otillräckligt studerad. Inga underarter finns listade i Catalogue of Life. Arten listades fram till 2014 i släktet Enhydris.
Denna orm förekommer på Sumatra och på mindre öar i samma region. Den är med en längd mellan 75 och 150 cm medelstor. Arten vistas i floder och träskmarker och äter fiskar och groddjur. Honor föder levande ungar (ovovivipari).